# Sparganium splendens
Sparganium splendens är en kaveldunsväxtart som beskrevs av Karl Friedrich Meinshausen. Sparganium splendens ingår i släktet igelknoppar, och familjen kaveldunsväxter. Inga underarter finns listade i Catalogue of Life.